# 알도 말데라
알도 말데라(이탈리아어: Aldo Maldera ˈaldo malˈdɛːra[*]; 1953년 10월 14일, 롬바르디아 주 밀라노 ~ 2012년 8월 1일, 라치오 주 로마)는 이탈리아의 전 축구 선수로, 현역 시절 측면 수비수나 좌측면 미드필더로 활약했다. 왼발잡이였던 말데라는 현대적 측면 수비수로, 강력하고 정확한 조준이 가능해 수비 역할을 맡고도 득점 본능을 발휘해 "알도-골"의 별칭이 붙었다. 그는 근면하고 이타적인 선수로, 측면을 효율적으로 맡아 공수 양면에서 소속 선수단의 보탬이 되었다. 현역 내내, 그는 주력, 체력, 기술력, 공몰이, 공배급 능력으로 정평이 났다. 그는 주력을 이용해 공격적으로 돌진하는 경기 방식으로 "말"이라는 별칭이 붙었다.

## 클럽 경력
말데라는 밀라노 출신으로, 고향의 두 거함 중 하나인 밀란(1971–1982)에서 대부분의 현역 시절을 보냈고, 1979년에 세리에 A를 우승하고, 1972년과 1977년에 코파 이탈리아를 들어올렸고, 1981년에는 세리에 B를 우승(밀란은 1980년 토토네로 스캔들로 불법 도박에 연루되어 강등당한 뒤 1년 만에 세리에 A로 복귀했다)했으며, 그의 마지막 시즌인 1982년에 미트로파컵을 우승했으며, 구단 주장을 역임했다. 현역 시절 내내 그는 밀란 외에도 볼로냐(반 시즌 임대), 로마, 피오렌티나, 그리고 루케세에서 활약했다.
말데라는 현역 시절에 세리에 A를 총 2번 우승했는데, 밀란과 로마에서 각각 1번씩 우승했고, 두 번 모두 닐스 리드홀름 감독의 지휘 하에 이룩했다. 말데라는 로마에서 1982-83 시즌에 개인 2번째 세리에 A를 우승했는데, 그는 앞서 밀란이 1981-82 시즌 끝에 소속 구단이 세리에 B로 강등되면서 이적을 감행했었다. 말데라는 1984년에 로마 소속으로 코파 이탈리아를 우승했고, 같은 시즌에 유러피언컵 결승전에 진출했지만, 리버풀에 승부차기 끝에 패하면서 준우승에 만족해야 했다.

## 국가대표팀 경력
말데라는 1974년부터 1980년까지 이탈리아 국가대표팀 경기에 10번 출전했다. 그는 자국을 대표로 1978년 월드컵 자국에서 열린 유로 1980에 참가했는데, 이탈리아는 두 대회를 3위 결정전에서 패하며 모두 4위로 마감했다. 그는 이탈리아 2군 소속으로 9경기를 출전했으며, U-21 국가대표팀 경기에도 1번 출전했다.

## 사생활
말데라는 풀리아에서 밀라노로 이주한 가정의 3남으로 출생했다. 알도의 두 형 루이지와 아틸리오도 프로 축구 선수였다. 이 셋을 구분하기 위해 루이지는 말데라 1호(Maldera I), 아틸리오는 말데라 2호(Maldera II), 그리고 알도는 말데라 3호(Maldera III)로 수식되었다.

## 은퇴 후
은퇴 후, 그는 축구 요원으로 활동했는데, 그는 배우자와 로마에 거주했다. 그는 2004년까지 로마 유소년부에서 근무했고, 이후 그리스의 파니오니오스의 단장을 맡아 자키리스 회장과 동행했고, 그는 밀란의 단장 파비오 마르텔라와도 동행했다.
2012년 8월 1일, 로마 웹사이트에서 말데라가 향년 58세로 로마에서 영면에 들었다는 소식을 전했다.

## 수상
밀란
- 세리에 A: 1978–79
- 세리에 B: 1980–81
- 코파 이탈리아: 1976–77
- 미트로파컵: 1981–82

로마
- 세리에 A: 1982–83
- 코파 이탈리아: 1983–84

개인
- 밀란 명예의 전당[2]